# Czobor Imre (nádori helytartó)
Czoborszentmihályi Czobor Imre (1520 – 1581. június 8.) nádori helytartó 1572-től haláláig, királyi főkamarás.
1572-ben a nádorhelytartóság elnyerésében Thurzó Ferenc nyitrai püspök is támogatta.

## Családja

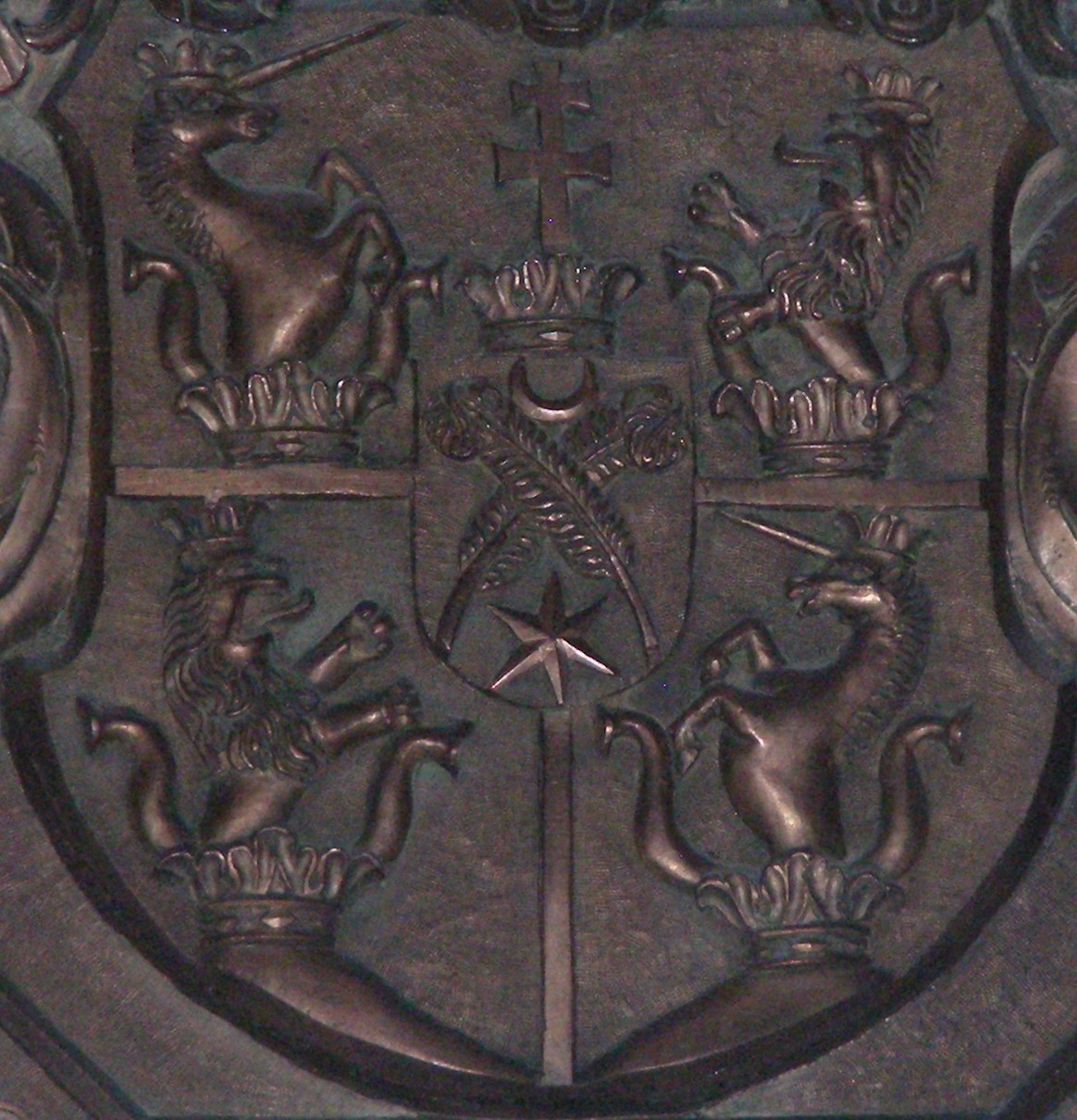
Családi címere

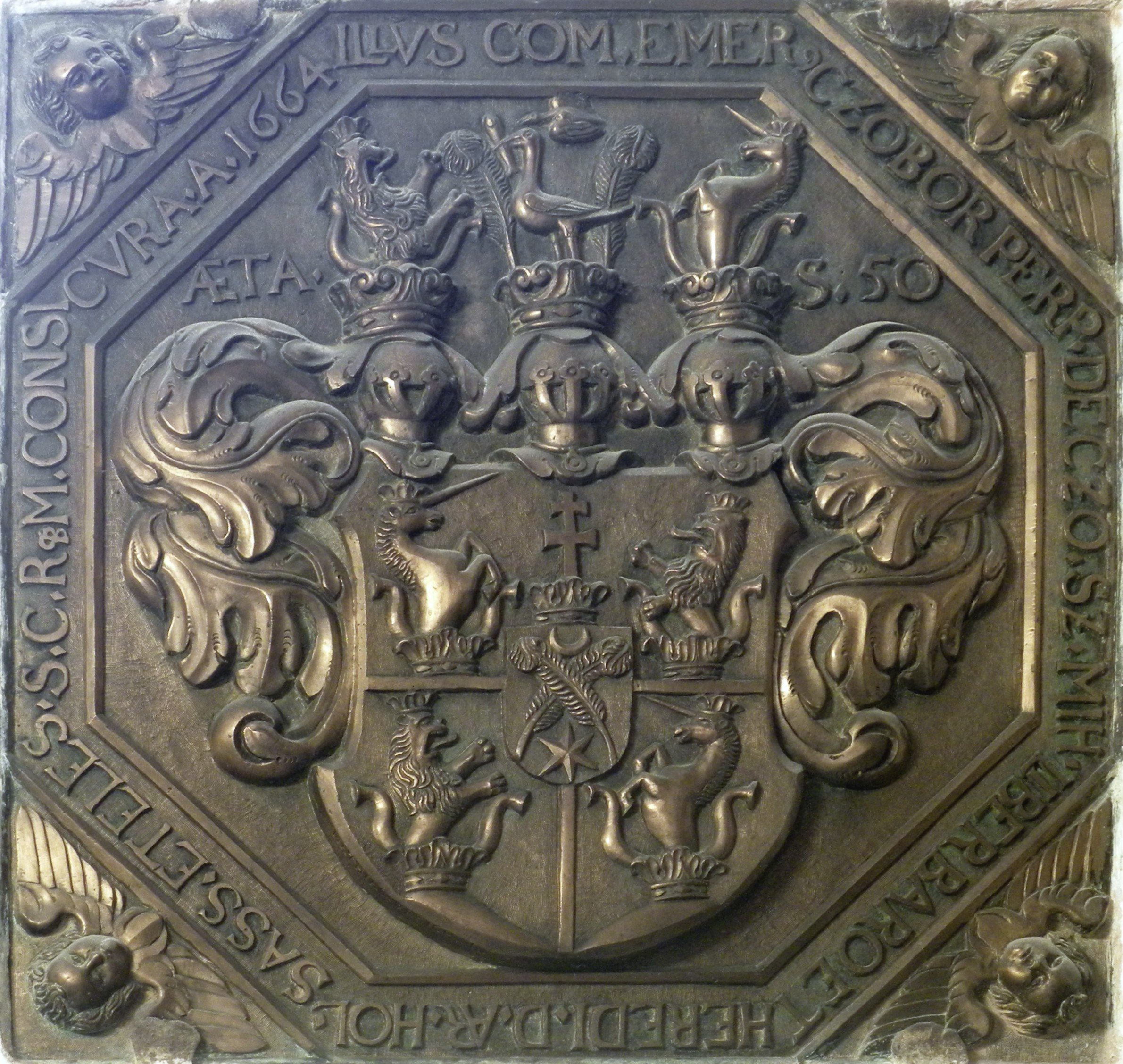
Családi címere

Szülei czoborszentmihályi Czobor Gáspár, földbirtokos és ákosházai Sárkány Orsolya. Az apai nagyszülei czoborszentmihályi Czobor Imre, földbirtokos és Csernovits Anna voltak; az anyai nagyszülei báró Sárkány János, földbirtokos és szakolczai Zvojkovich Johanna voltak.
Feleségei Bakith Angelika (Bakith Pál lánya), Frangepán Katalin, ill. Perényi Borbála voltak. Lánya Czobor Erzsébet Thurzó György nádor második felesége, fia Mihály.